# Museu Nacional da Gronelândia
O Museu Nacional da Gronelândia (em gronelandês: Nunatta katersugaasivia allagaateqarfialu) é um museu localizado em Nuuk, capital da Gronelândia, que exibe a arte e história do país. Ele foi um dos primeiros museus estabelecidos no país, inaugurado no meio da década de 1960. O museu está estreitamente ligado com o Museu Nacional da Dinamarca, do qual expandiu as suas coleções. O museu tem muitos artefatos relacionados com arqueologia, história, arte, artesanato e também tem informações sobre ruínas, cemitérios, edifícios, etc.

## Acervo
O museu possui um amplo e bem apresentado acervo com sessões que contam a história do país, mas que consequentemente refletem a história mundial, como por exemplo, a exibição que mostra as mudanças sociais que ocorreram na década de 50, ou a rocha mais antiga do mundo (3,8 bilhões de anos) que foi encontrada na região de Nuuk.
O museu apresenta peças que remetem os tempos primários da humanidade, como por exemplo, réplicas de caiaques e barcos a remo que eram utilizados, principalmente, por mulheres. 
O destaque do museu são as Múmias Qilakitsoq que datam do século 15. Elas foram encontradas por dois irmãos em 1972, porém, foram deixadas lá até 1977 quando o museu ouviu falar da história e as recuperou. As múmias são um trio de mulheres e uma criança de seis meses. Elas são expostas utilizando suas roupas de pele e botas tradicionais. Ainda não se sabe a razão de suas mortes. 